# 日系ドイツ人
日系ドイツ人（にっけいドイツじん、ドイツ語: Japanisch Deutsch）とは日本人の血を引いたドイツの市民である。2021年現在、在留日本人は37,192人、そのうち永住者は9,247人でありヨーロッパ内ではイギリスに次ぐ規模である。在留邦人の大部分は、留学生や日本企業の駐在員などの一時滞在者であるが、ドイツ国籍を取得して「日系ドイツ人」となり、ドイツや日本で活躍する人も増えている。

## デュッセルドルフの日本人街
デュッセルドルフは欧州に進出している日系企業の一大拠点となっており、周辺地区も含めるとおよそ8,000人の日本人が在住し、ロンドン、パリに次ぐ欧州3番目の日本人コミュニティを形成している。1971年には日本人学校も開校し、日本総領事館などのある市内中心地区のインマーマン通りには、日本の書店、食材店や日本料理店、日系ホテルなどが立ち並ぶ日本人街となっている。

## 著名な日系ドイツ人
- アリス＝紗良・オット･･･ピアニスト
- フレディ・ケンプ･･･ピアニスト
- 石坂団十郎･･･チェロ奏者
- アラベラ・シュタインバッハー･･･バイオリニスト
- 有希・マヌエラ・ヤンケ･･･バイオリニスト
- 準・メルクル･･･指揮者
- Blumio･･･デュッセルドルフ出身のラッパー
- ケン・スティーン･･･ハンブルクのギターポップバンドスペース・ケリーの中心人物
- 長岡ナターシャ･･･デュッセルドルフ出身のドイツ語講師
- LIZA･･･ファッションモデル
- Sascha･･･DJ
- 木村昴･･･タレント、声優
- ミドリ・ザイラー･･･バイオリニスト
- アペルカンプ真大･･･サッカー選手